# هاله صدقی
هاله صدقی (عربی: هالة صدقى جورج يونان؛ ۱۵ ژوئن ۱۹۶۱ – ) هنرپیشه اهل مصر بود. او در بیش از سی فیلم به ایفای نقش پرداخته است.